# Meister der Volckamer’schen Verkündigung
Als Meister der Volckamer’schen Verkündigung wird ein mittelalterlicher Bildhauer bezeichnet, der um 1430 in Nürnberg tätig war. 
Der namentlich nicht bekannte Künstler erhielt seinen Notnamen nach zwei Figuren einer Verkündigung an Maria, die er für die Kirche Sankt Sebaldus in Nürnberg geschaffen hat. An den Figuren ist das Wappen der Stifterfamilie zu finden, der Nürnberger Patrizier- und Ratsherrenfamilie Volckamer. Die Figur des Engels hebt sich insbesondere durch seine Darstellung im Profil von den anderen Figuren der gleichen Epoche in der Kirche ab. Eventuell stammen noch einige andere Figuren der Kirche vom Meister und wurden ebenfalls von der Familie Volckamer oder der Familie Behaim gestiftet.